# Ulla Fiebig
Ulla Fiebig (geboren 1974 in Wermsdorf) ist eine deutsche Juristin und Journalistin. Sie war leitende Sprecherin des Bundesministerium für Familie, Senioren, Frauen und Jugend (BMFSFJ). Seit 1. Februar 2022 ist Fiebig Landessenderdirektorin des SWR in Rheinland-Pfalz.

## Leben
Ulla Fiebig wurde 1974 geboren und war ab 1992 Volontärin und anschließend freie Mitarbeiterin der Tageszeitung Heilbronner Stimme  im Norden Baden-Württembergs. Sie arbeitete ebenfalls in dem vom Verlag des Regionalblatts betriebenen Sender Radio Regional, der später in Radio Ton umbenannt wurde. Danach studierte sie ab 1995 in Heidelberg Rechtswissenschaften und schloss ihr Studium 2001 mit dem ersten Juristischen Staatsexamen ab. Parallel hatte sie weiterhin journalistisch für Radio Ton bis 1997 und dann für Hitradio FFH bis 1999 und schließlich für den Südwestrundfunk gearbeitet. Beim SWR wurde sie bereits 1999 Redakteurin.
Beim SWR war Fiebig für dessen Standort in Mainz tätig. Zunächst als Redakteurin und Reporterin für die Regionalnachrichten Rheinland-Pfalz aktuell (heute SWR Landesschau aktuell Rheinland-Pfalz) und ab 2007 für die SWR-Fernsehredaktion ARD-aktuell. Dort lieferte sie als Reporterin Beiträge für die ARD-Nachrichtensendungen. Von 2008 bis 2011 war sie stellvertretende ARD-Sprecherin und Referentin der ARD-Pressestelle/ARD-Referat in der Zeit des SWR-Vorsitzes in Stuttgart. Danach entsandte sie der SWR als Fernsehkorrespondentin ins ARD-Hauptstadtstudio. 
Ende 2013 übernahm sie den Posten als Leiterin der in der SWR-Zentrale in Stuttgart ansässigen Abteilung Strategische Unternehmensentwicklung. Im Juni 2016 gab sie diesen auf und ging als Fernsehkorrespondentin ins ARD-Hauptstadtstudio zurück. Sie sollte zu den Themen aus den Bereichen Justiz und Verbraucherschutz berichten. Ulla Fiebig übernahm am 15. Oktober 2018 das Pressereferat des Bundesfamilienministeriums, damals unter Ministerin Franziska Giffey (SPD) von Verena Herb. 
Am 9. Juli 2021 wurde Fiebig zur neuen Landessenderdirektorin des SWR für Rheinland-Pfalz gewählt. Fiebig sagte nach Angaben der Nachrichtenagentur epd bei ihrer Vorstellung im Rundfunkrat, sie wolle die journalistische Unabhängigkeit des SWR stärken und die digitale Transformation vorantreiben. Außerdem stehe sie für eine klare und offene Unternehmenskultur: „Der SWR soll ein Haus sein mit Luft zum Atmen.“
Im Vorfeld hatten sich sowohl der SPD-Landtagsabgeordnete Martin Haller, Vorsitzender des sogenannten roten Freundeskreises, als auch der frühere CDU-Abgeordnete Adolf Weiland als Vorsitzender des schwarzen Freundeskreises positiv über den Personalvorschlag von SWR-Intendant Kai Gniffke geäußert. Fiebig sei eine geschätzte Journalistin, die den Sender gut in die Zukunft führen werde. Es gab jedoch auch kritische Stimmen aus dem Aufsichtsgremium, in dem Politiker und unterschiedliche Vertreter gesellschaftlicher Gruppen sitzen. Ein Kritikpunkt war, dass es nur einen Personalvorschlag gab.
Fiebig folgte am 1. Februar 2022 auf Simone Schelberg, die ab 2007 Landessenderdirektorin war. Am 31. Mai 2022 übernahm Fiebig auch den Vorsitz des Vereins Herzenssache von Schelberg.